# Joaquín Petrosino
Joaquín Petrosino fue un actor de reparto cinematográfico argentino.

## Carrera
Petrosino fue un destacado actor secundario que se lució extensamente durante la época dorada del cine argentino encarnó a malevos, gánsteres, delincuentes y hombres de tierra adentro, en una veintena de filmes junto a primeros actores de la escena como fueron Alberto Closas, Hugo del Carril, Tita Merello, Mirtha Legrand, Armando Bó, Isabel Sarli, Orestes Caviglia, Malisa Zini, Eloy Álvarez, Herminia Franco, Luis Otero, Gloria Ferrandiz, Alita Román, Pedro Maratea, Nury Montsé, Oscar Valicelli, Fernanda Mistral, José Otal, Cayetano Biondo, entre muchos otros.

## Filmografía
- 1935: Noches de Buenos Aires
- 1937: La ley que olvidaron
- 1938: Ronda de estrellas
- 1938: Puerta cerrada
- 1938: El cabo Rivero
- 1938: Turbión
- 1939: Y mañana serán hombres
- 1939: El Loco Serenata
- 1940: Héroes sin fama
- 1940: Explosivo 008
- 1940: Con el dedo en el gatillo
- 1940: Huella
- 1941: La casa de los cuervos
- 1941: Novios para las muchachas
- 1941: Cuando canta el corazón
- 1941: La canción de los barrios
- 1942: El comisario de Tranco Largo
- 1943: Los ojos más lindos del mundo
- 1944: La danza de la fortuna
- 1944: Hay que casar a Paulina
- 1944: El deseo
- 1947: Cumbres de hidalguía
- 1947: Siete para un secreto
- 1948: Compañeros de aventuras
- 1948: Historia del 900
- 1949: Yo no elegí mi vida
- 1952: Las aguas bajan turbias
- 1954: El último cow-boy
- 1954: Tren internacional
- 1955: Mercado de abasto
- 1956: El tango en París
- 1958: Hombres salvajes
- 1959: Sabaleros
- 1962: Mate Cosido
- 1963: Lindor Covas, el cimarrón
- 1965: Esquiú, una luz en el sendero[2]